# Folketingsvalget 1890
Der blev afholdt Folketingsvalg 21. januar 1890
| Parti                | Stemmer i alt | Procent | Mandater | +/-   |       |
| -------------------- | ------------- | ------- | -------- | ----- | ----- |
| Folketingets Venstre | 123.000       | 53,0%   | 75       | +1    |       |
| Højre                | 92.000        | 39,7%   | 24       | -3    |       |
| Socialdemokratiet    | 17.000        | 7,3%    | 3        | +2    |       |
| Total                |               |         | 102      |       |       |
| Valgdeltagelse       | 66.3%         | 66.3%   | 66.3%    | 66.3% | 66.3% |